# Bolitoglossa dofleini
Bolitoglossa dofleini là một loài kỳ giông thuộc họ Plethodontidae.
Loài này có ở Belize, Guatemala, và Honduras.
Môi trường sống tự nhiên của chúng là rừng ẩm vùng đất thấp nhiệt đới hoặc cận nhiệt đới, vùng núi ẩm nhiệt đới hoặc cận nhiệt đới, các đồn điền, và rừng trước đây suy thoái nghiêm trọng.
Chúng hiện đang bị đe dọa vì mất môi trường sống.

## Hình ảnh

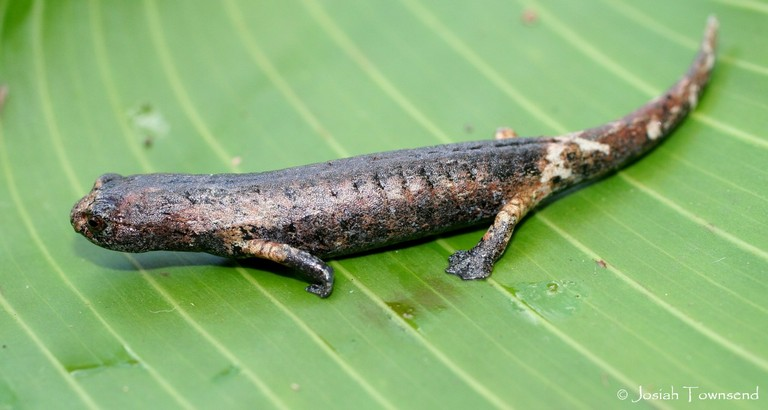